# Sierra de Abodi
La sierra de Abodi es una sierra de España en los Prepirineos Occidentales de Navarra que arranca del Pico de Orhi y separa los valles de Irati y Salazar. Se extiende al noroeste del macizo de Oroz-Betelu. Bordeando la sierra está Villanueva de Aézcoa y el Monte Irati.

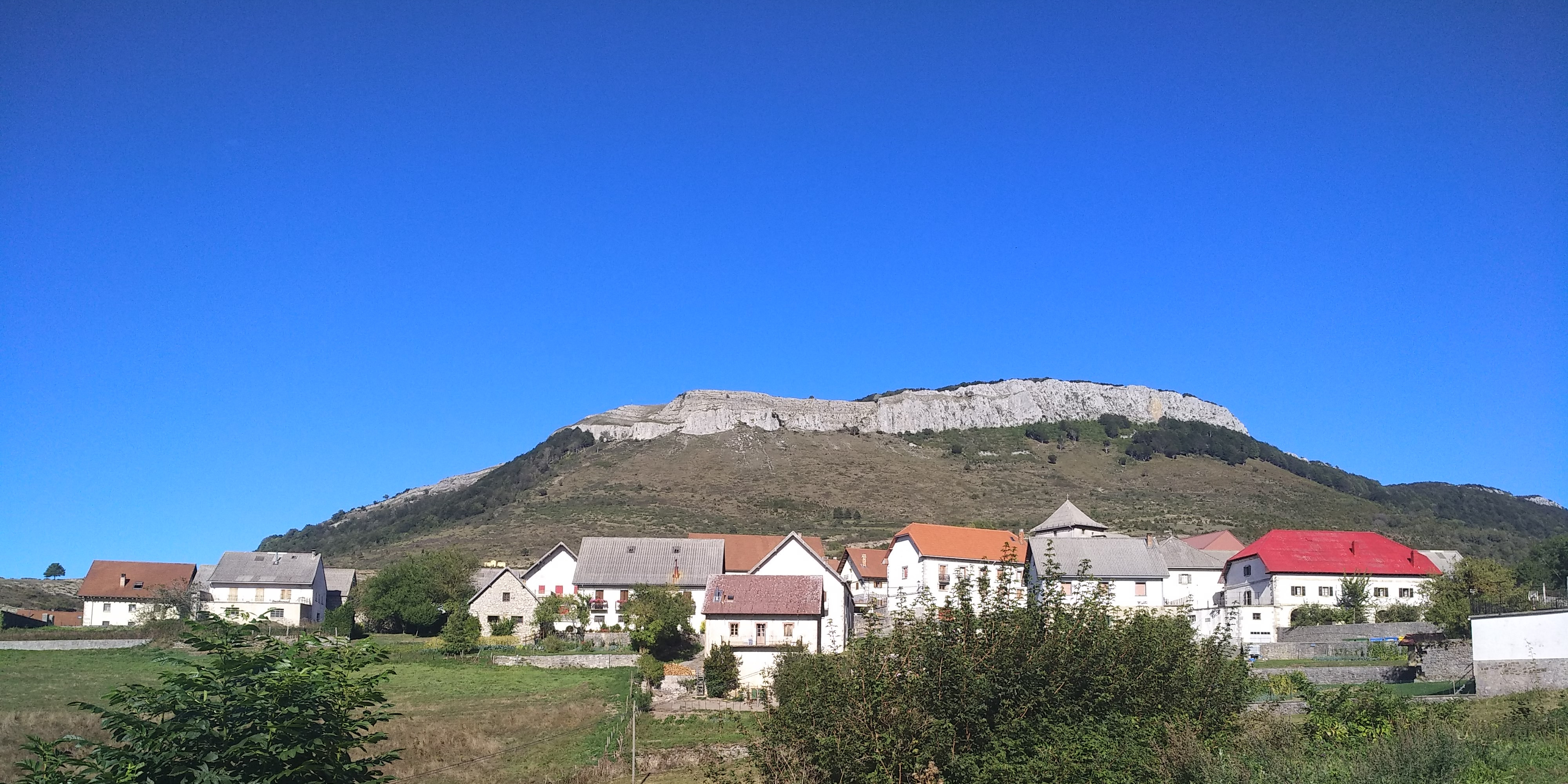
Vista del Berrendi desde Villanueva de Aézcoa

Entre los relieves más altos destaca el pico de Abodi (1.537 metros de altitud), que pertenece como dominio concellar al Salazar, y la de Berrendi (1.354 m).

## Esquí
- Se puede practicar esquí de fondo en las pistas de abodi.